# Live from the UK Sept./2006
Live from the UK Sept./2006 è un album dal vivo del gruppo alternative rock canadese Billy Talent, pubblicato nel 2006.

## Tracce

### CD 1 -London Hammersmith Palais - September 8, 2006
Disco 1
1. This Is How It Goes
2. Red Flag
3. This Suffering
4. Line & Sinker
5. Fallen Leaves
6. The Ex
7. Cut the Curtains
8. Surrender
9. Worker Bees

Disco 2
1. Prisoners of Today
2. Sympathy
3. Standing in the Rain
4. Burn the Evidence
5. Perfect World
6. River Below
7. Devil in a Midnight Mass
8. Nothing to Lose
9. Try Honesty

### CD 2 -Manchester Academy - September 16, 2006
Disco 1
1. This Is How It Goes
2. Devil in a Midnight Mass
3. This Suffering
4. Line & Sinker
5. Fallen Leaves
6. Cut the Curtains
7. The Ex
8. Nothing to Lose
9. Worker Bees

Disco 2
1. Standing in the Rain
2. Burn The Evidence
3. Perfect World
4. River Below
5. Encore
6. Red Flag
7. Surrender
8. Try Honesty